# Devine qui vient dîner...
Pour plus de détails, voir Fiche technique et Distribution.
Devine qui vient dîner... (Guess Who's Coming to Dinner) est un film américain réalisé par Stanley Kramer, sorti en 1967. C'est un des premiers films à évoquer le thème du mariage interracial aux États-Unis, avec en particulier le premier baiser interracial du cinéma d'Hollywood.

## Synopsis
Au milieu des années 1960 aux États-Unis, Joanna « Joey » Drayton, une jeune femme de 23 ans, se rend à San Francisco pour présenter son futur époux, le docteur John Prentice à ses parents. Sous-directeur de l'Organisation mondiale de la santé, brillant médecin et professeur de médecine âgé de 37 ans, Prentice est veuf depuis que sa première épouse et son fils sont décédés dans un accident huit ans auparavant.
Prentice craint pourtant la réaction des parents de Joey, car il est noir et elle blanche, différence particulièrement problématique à l'époque où, explique le père de Joey, une telle union « serait illégale dans plusieurs États ».
Les parents de Joey ont des convictions libérales très affirmées et ont élevé leur fille dans le refus du racisme. Ils n'en éprouvent pas moins une surprise mêlée d'embarras à la vue du fiancé, même si la mère se rappelle bien n'avoir jamais dit à leur fille : « Garde-toi bien d'épouser un Nègre. »
La situation se complique, lorsque s'apercevant de leur réticence, Prentice fait savoir au père qu'il renoncera au mariage s'il n'obtient pas son consentement sans réserve. Les parents de Joey, Matt et Christina Drayton se retrouvent alors face à leurs contradictions. Leur fille projette de se marier avec John à Genève en Suisse deux semaines plus tard.
La soirée, déjà tendue, le devient encore plus lorsque Joey décide d'avancer la date de son départ pour la Suisse et invite à dîner les parents de John, qui habitent à Los Angeles. Eux aussi sont très perturbés par cette situation inattendue.
Le père Ryan, un prêtre catholique ami de la famille Drayton, et Tillie, la bonne noire de la famille, n'hésitent pas à donner leur opinion sur la question.

## Fiche technique
- Titre : Devine qui vient dîner... (également écrit Devine qui vient dîner ou Devine qui vient dîner ?)
- Titre original : Guess Who's Coming to Dinner
- Réalisation : Stanley Kramer
- Scénario : William Rose
- Musique : Frank De Vol
- Photographie : Sam Leavitt
- Montage : Robert C. Jones
- Direction artistique : Robert Clatworthy et Frank Tuttle
- Costumes : Joe King
- Production  : Stanley Kramer
- Société de production : Columbia Pictures
- Société de distribution : Columbia Pictures
- Budget : 4 000 000 $ (estimation)
- Pays de production :  États-Unis
- Langue originale : anglais
- Format : couleur Technicolor — 1,85:1 — 35 mm — son mono
- Genre : comédie dramatique
- Durée : 108 minutes
- Dates de sortie :
  - États-Unis : 11 décembre 1967 (sortie limitée : New York), 12 décembre 1967 (sortie nationale)
  - France : 20 mars 1968

## Distribution
- Spencer Tracy (VF : Paul-Émile Deiber) : Matt Drayton
- Katharine Hepburn (VF : Jacqueline Porel) : Christina « Chris » Drayton
- Sidney Poitier (VF : Georges Aminel) : le docteur John Prentice
- Katharine Houghton (VF : Danièle Lebrun) : Joanna « Joey » Drayton
- Cecil Kellaway (VF : Henri Crémieux) : le père Mike Ryan (« Monsignor » Ryan)
- Beah Richards (VF : Paula Dehelly) : Mme Prentice, la mère de John
- Roy E. Glenn Sr. (VF : Raymond Loyer) : M. Prentice, le père de John, ancien facteur
- Isabel Sanford : Mathilda « Tillie » Binks, la fidèle domestique noire des Drayton
- Virginia Christine : Hilary St George, l'employée bigote de Christina (qui tient sa galerie)
- D'Urville Martin : Frankie
- Alexandre Hay : Carhop
- Barbara Randolph : Dorothy, la jeune et séduisante assistante de Tillie
- Skip Martin : le jeune livreur

## Production

### Contexte
Le film est réalisé alors que le mariage interracial est encore illégal dans 16 États des États-Unis.

### Choix des interprètes
Katharine Houghton est la nièce de Katharine Hepburn.
Il s'agit du premier film d'Isabel Sanford.

### Tournage
Le tournage a lieu à San Francisco et dans l'un des studios de la Columbia Pictures à Hollywood. Il se déroule du 20 mars au 29 mai 1967.
Spencer Tracy meurt 17 jours après la fin du tournage. En raison de son état de santé, le travail se fait toujours dans la matinée. Quand Katharine Hepburn juge qu'il est trop fatigué, le tournage cesse. Plus tard, Katharine Hepburn déclaré n'avoir jamais vu le film en entier, car revoir Spencer Tracy tellement malade aurait été trop douloureux pour elle.

## Diffusion
En France, le film est diffusé pour la première fois à la télévision le 22 mars 1977 dans l'émission Les Dossiers de l'écran. Il est suivi d'un débat sur le thème Les mariages mixtes ; les intervenants s'étonnent de la présentation trompeuse d'un cas exceptionnel dans la société américaine (il était rarissime qu'un Noir américain accède au statut de médecin renommé en 1967).

## Distinctions

### Récompenses
- Oscar 1968 :
  - Meilleure actrice pour Katharine Hepburn
  - Meilleur scénario original pour William Rose
- British Academy Film Awards 1969 :
  - Meilleure actrice dans un rôle principal pour Katharine Hepburn
  - Meilleur acteur dans un rôle principal pour Spencer Tracy (à titre posthume)
- David di Donatello 1968 : meilleur film étranger pour Stanley Kramer

### Nominations
- Oscar 1968 :
  - Meilleur film
  - Meilleur réalisateur pour Stanley Kramer
  - Meilleur acteur pour Spencer Tracy
  - Meilleur second rôle masculin pour Cecil Kellaway
  - Meilleur second rôle féminin pour Beah Richards
  - Meilleurs décors pour Robert Clatworthy et Frank Tuttle
  - Meilleur montage pour Robert C. Jones
  - Meilleure musique pour Frank De Vol
- Golden Globes 1968 :
  - Meilleur film dramatique
  - Meilleur réalisateur pour Stanley Kramer
  - Meilleure actrice pour Katharine Hepburn
  - Meilleur acteur pour Spencer Tracy
  - Meilleur scénario pour William Rose
  - Meilleur second rôle féminin pour Beah Richards
  - Meilleur espoir féminin pour Katharine Houghton
- British Academy Film Awards 1969 : prix UN pour Stanley Kramer

## Autour du film
- Dans le film, M. Prentice (Roy Glenn) déclare à son fils John (Sidney Poitier) qu'il sera considéré, ainsi que sa femme, comme criminel, dans seize ou dix-sept États (tous au sud des États-Unis). Cela n'est plus vrai après le 12 juin 1967, lorsque la Cour suprême des États-Unis déclare anticonstitutionnelles toutes lois interdisant les mariages interethniques dans le cadre de l'arrêt Loving v. Virginia.
- Le film est encore dans les salles de cinéma lorsque Martin Luther King est assassiné. Dans le film, il y a une scène où la cuisinière répond à Katharine Houghton, qui lui demande qui vient dîner ce soir : « Le révérend, Martin Luther King ? » Lorsque King est assassiné, le studio demande aux salles de cinéma de couper cette scène.
- Sidney Poitier connaît personnellement une situation analogue au rôle qu'il interprète : il épouse en effet une femme blanche, Joanna Shimkus.
 NB : Le film est de 1967 et le mariage de 1976.
- Dans le film, est aussi posée la question de l’attirance d'un individu pour une personne plus âgée, lorsque John, embarrassé par ses quinze années de plus que Joey, entend son père lui dire que cette différence d'âge est juste la bonne différence car les femmes vieillissent plus vite que les hommes.

## Remake
En 2005, sort un remake du film : Black/White, réalisé par Kevin Rodney Sullivan. Les positions des fiancés y sont inversées : la femme est noire et l'homme blanc. Les rôles sont respectivement interprétés par Zoe Saldaña et Ashton Kutcher.